# Venceslas Victor Jacquemont

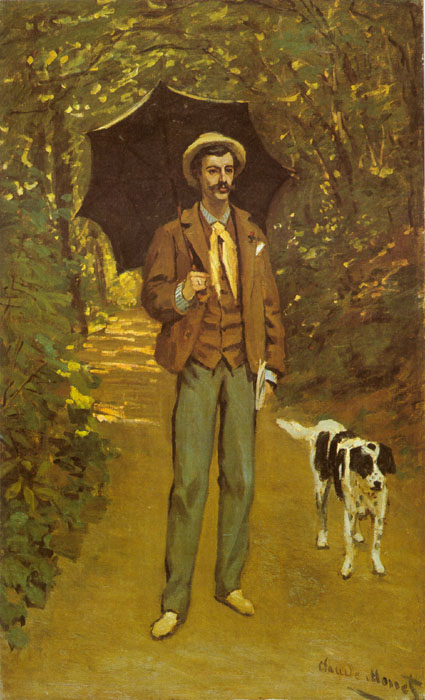

Venceslas Victor Jacquemont (Paris, 8 de agosto de 1801 — Bombaim, 7 de novembro de 1832) foi um naturalista, geólogo e explorador francês.

## Biografia
Era o filho mais jovem de  Venceslas Jacquemont e de Rose Laisné. Após consultar diversos botânicos parisienes e ter feito uma viagem preparatória na França partiu para explorar a América do Norte. Porém, foi a sua viagem à Índia que o tornou famoso.
Partiu de Brest para a Índia em 26 de agosto de 1828 a bordo do "La Zélée". Na escala em Cidade do Cabo cruza com o capitão Jules Dumont d'Urville (1790-1842) que retorna da sua primeira volta ao mundo. Chega a Calcutá em maio de 1829, onde permaneceu durante toda a sua vida. Visitou Amber em Rajputana; encontrou o imperador Ranjît Singh (1872-1933)  na capital  Lahore, e visitou o reino de Ladakh no Himalaia. Também visitou, em novembro de 1929, Barddhaman, em Bengala. Morreu de disenteria em Bombaim no ano de 1832.
Reuniu uma rica coleção que foi estudada por Isidore Geoffroy Saint-Hilaire (1805-1861), Henri Milne-Edwards (1800-1885), Émile Blanchard (1819-1900), Achille Valenciennes (1794-1865), Jacques Cambessèdes (1799-1863) e Joseph Decaisne (1807-1882). Diversas plantas foram nomeadas em sua homenagem como, por exemplo, a Betula jacquemontii, a Corylus jacquemontii. a  Prunus jacquemontii e a serpente Arisaema jacquemontii.